# یواس‌اس بیکر (دی‌ئی-۱۹۰)
یواس‌اس بیکر (دی‌ئی-۱۹۰) (به انگلیسی: USS Baker (DE-190)) یک کشتی بود که طول آن ۳۰۶ فوت (۹۳ متر) بود. این کشتی در سال ۱۹۴۳ ساخته شد.